# يوسف بوغانم
يوسف بوغانم (مواليد 6 ديسمبر 1989) هو ملاكم محترف في رياضة موياي تاي وكيك بوكسينغ يحمل الجنسيتين المغربية وبلجيكية، حصل على عدة ألقاب منها لقبين لبطولة العالم في الكيك بوكسينغ (WKN) للوزن الثقيل.
يوسف بوغانم هو الشقيق الأكبر لبطل العالم للمواي تاي ياسين بوغانم.

## روابط خارجية
- سجلات القتال موي طاي تيفي